# NGC 4660
NGC 4660 (również PGC 42917 lub UGC 7914) – galaktyka eliptyczna (E), znajdująca się w gwiazdozbiorze Panny. Została odkryta 15 marca 1784 roku przez Williama Herschela.
NGC 4660 należy do gromady galaktyk w Pannie.